# Route nationale 12 (Grèce)
Pour les articles homonymes, voir Route nationale 12.
La route nationale 12 (en grec moderne : Εθνική Οδός 12, Ethnikí Odós 12, en abrégé EO12) est une route nationale parcourant les régions de la Macédoine-Centrale et de la Macédoine-Orientale-et-Thrace en Grèce.

## Description
La route nationale EO12 part du centre-ville de Thessalonique en tant qu'artère urbaine appelée « avenue de Langadás (el) ». 
Elle partage ce tronçon avec la route nationale EO2. 
Près d'Efkarpía, elle rejoint l'autoroute A2 et la suit vers le nord-est jusqu'à Lété. 
Elle continue vers le nord-est, presque parallèlement à l'A25. 
Puis elle traverse Lachanás et le fleuve Strymon à Strymonikó. 
Ensuite, elle contourne Serrès et s'étend vers l'est en passant par Néa Zíchni et jusqu'à Dráma. 
À Dráma, elle tourne vers le sud-est et permet de desservir le site archéologique de Philippes. 
La route EO12 se termine à Kavála.
Le tronçon de Thessalonique à Serrès fait partie de la route européenne 79. 
Une partie de la route EO12 a été remplacée par l'autoroute A25 (Thessalonique–Serrès) et par l'autoroute A2 (Egnatia Odos).

## Tracé
| Km     | Agglomérations | Carte interactive |
| ------ | -------------- | ----------------- |
| 0 km   | Thessalonique  |                   |
| km     | Lété           |                   |
| km     | Lachanás       |                   |
| km     | Strymonikó     |                   |
| km     | (Serrès)       |                   |
| km     | Néa Zíchni     |                   |
| km     | Alistráti      |                   |
| km     | Dráma          |                   |
| km     | Crénidès       |                   |
| 225 km | Kavála         |                   |